# Succinofibla
Succinofibla aperta
Genre
Succinofibla est un genre éteint d'insectes raphidioptères de la famille des Inocelliidae. La seule espèce du genre, Succinofibla aperta, a été trouvée dans de l'ambre de la Baltique à Yantarny, dans l'oblast de Kaliningrad, en Russie. L'espèce vivait au Lutétien (47,8 à 41,3 Ma).

## Systématique
Le genre a été créé en 2004 par le couple d'entomologistes autrichiens Horst (d) et Ulrike Aspöck (d).

## Liste d'espèces
Selon BioLib (1 juillet 2022) :
- Succinofibla aperta Aspöck & Aspöck, 2004 †